# Gnamptonyx australis
Gnamptonyx australis är en fjärilsart som beskrevs av Pierre E.L. Viette 1965. Gnamptonyx australis ingår i släktet Gnamptonyx och familjen nattflyn. Inga underarter finns listade i Catalogue of Life.